# Lista dei cento castelli più famosi del Giappone

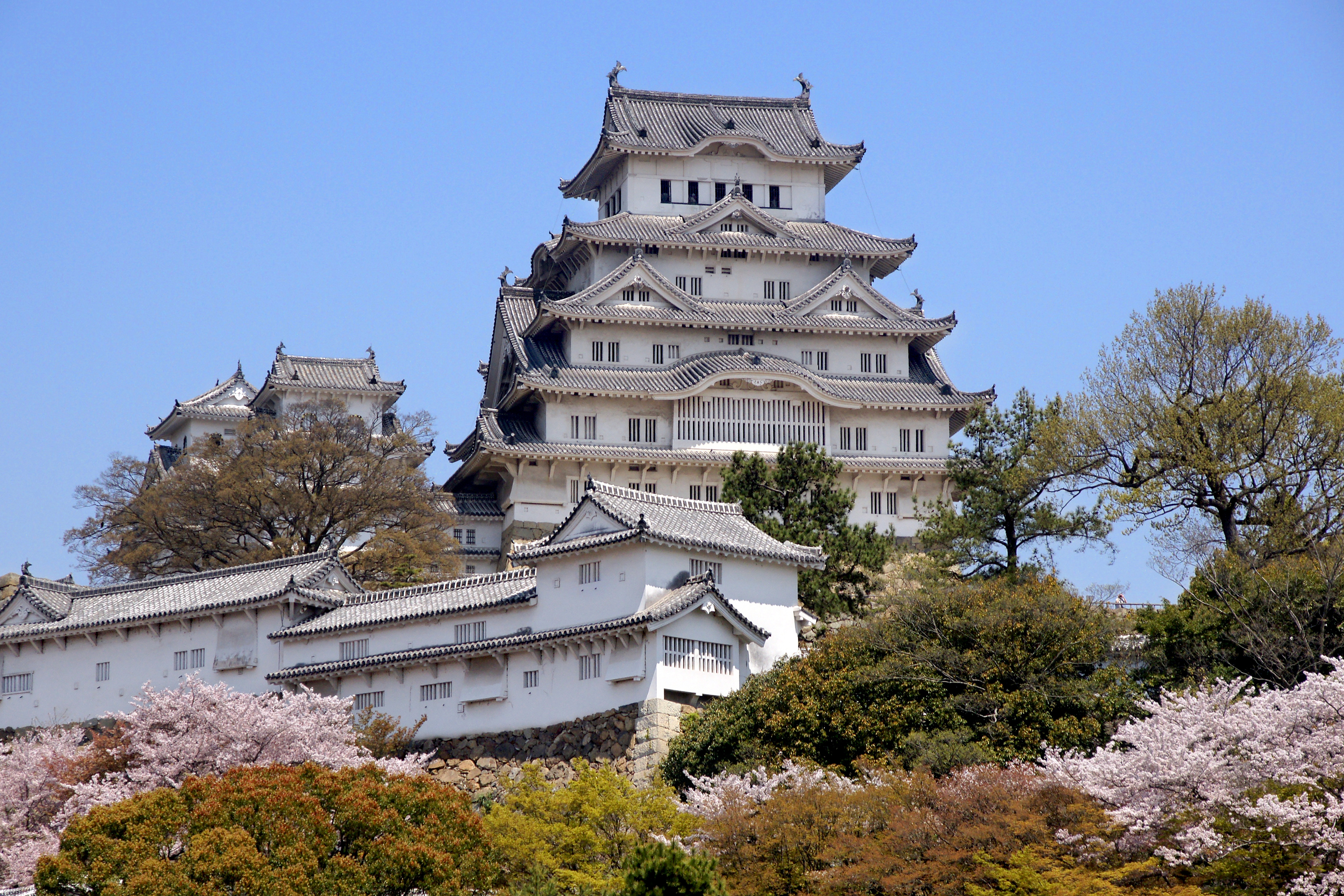
Il castello di Himeji

La lista dei cento castelli più famosi del Giappone (日本百名城?, Nihon Hyaku-Meijō) é un elenco di castelli scelti per la loro rilevanza culturale, storica e regionale dalla Fondazione dei Castelli Giapponesi (日本城郭協会?, Nihon Jōkaku Kyōkai) nel 2006.
Nel 2017 la stessa fondazione fornì una seconda lista con ulteriori 100 castelli famosi in Giappone.

## Lista dei castelli divisi per regione

### Hokkaidō
| Nome                                                      | Prefettura | Città    | Anno di completamento    | Costruttore        | Foto |
| --------------------------------------------------------- | ---------- | -------- | ------------------------ | ------------------ | ---- |
| Rovine Chashi della penisola di Nemuro 根室半島チャシ跡群 | Hokkaidō   | Nemuro   | Dal XVI° al XVII° secolo | Ainu               |      |
| Goryōkaku 五稜郭                                          | Hokkaidō   | Hakodate | 1866                     | Shogunato Tokugawa |      |
| Castello di Matsumae 松前城                               | Hokkaidō   | Matsumae | 1606                     | Matsumae Takahiro  |      |

### Regione di Tōhoku
| Nome                                 | Prefettura              | Città         | Anno di completamento | Costruttore                       | Foto |
| ------------------------------------ | ----------------------- | ------------- | --------------------- | --------------------------------- | ---- |
| Castello di Hirosaki 弘前城          | Prefettura di Aomori    | Hirosaki      | 1611                  | Tsugaru Tamenobu Tsugaru Nobuhira |      |
| Castello di Ne 根城                  | Prefettura di Aomori    | Hachinohe     | 1334                  | Nanbu Moroyuki                    |      |
| Castello di Morioka 盛岡城           | Prefettura di Iwate     | Morioka       | 1598                  | Nanbu Nobunao                     |      |
| Castello di Sendai 仙台城            | Prefettura di Miyagi    | Sendai        | 1601                  | Date Masamune                     |      |
| Castello di Taga 多賀城              | Prefettura di Miyagi    | Tagajō        | 724                   | Ōno no Azumabito                  |      |
| Castello di Kubota 久保田城          | Prefettura di Akita     | Akita         | 1604                  | Satake Yoshinobu                  |      |
| Castello di Yamagata 山形城          | Prefettura di Yamagata  | Yamagata      | 1356                  | Shiba Kaneyori                    |      |
| Castello di Nihonmatsu 二本松城      | Prefettura di Fukushima | Nihonmatsu    | Periodo Muromachi     | Hatakeyama Mitsuyasu              |      |
| Castello di Aizuwakamatsu 会津若松城 | Prefettura di Fukushima | Aizuwakamatsu | 1384                  | Ashina Naomori                    |      |
| Castello di Komine 小峰城            | Prefettura di Fukushima | Shirakawa     | 1340                  | Yūki Chikatomo                    |      |

### Regione del Kantō
| Nome                                  | Prefettura              | Città     | Anno di completamento | Costruttore            | Foto |
| ------------------------------------- | ----------------------- | --------- | --------------------- | ---------------------- | ---- |
| Castello di Mito 水戸城               | Prefettura di Ibaraki   | Mito      | 1198                  | Baba Sukemoto          |      |
| Banna-ji 鑁阿寺                       | Prefettura di Tochigi   | Ashikaga  | 1196                  | Minamoto no Yoshiyasu  |      |
| Castello di Minowa 箕輪城             | Prefettura di Gunma     | Takasaki  | 1512                  | Nagano Narihisa        |      |
| Castello di Kanayama 金山城           | Prefettura di Gunma     | Ōta       | 1469                  | Iwamatsu Iezumi        |      |
| Castello di Hachigata 鉢形城          | Prefettura di Saitama   | Yorii     | 1476                  | Nagao Kageharu         |      |
| Castello di Kawagoe 川越城            | Prefettura di Saitama   | Kawagoe   | 1457                  | Uesugi Mochitomo       |      |
| Castello di Sakura 佐倉城             | Prefettura di Chiba     | Sakura    | Era Tenbun            | Kashima Chikamiki      |      |
| Castello di Edo 江戸城                | Tokyo                   | Chiyoda   | 1457                  | Ōta Dōkan              |      |
| Castello di Hachiōji 八王子城         | Tokyo                   | Hachiōji  | 1587                  | Hōjō Ujiteru           |      |
| Castello di Odawara 小田原城          | Prefettura di Kanagawa  | Odawara   | 1633                  | Ōmori Yoriharu         |      |
| Castello di Tsutsujigasaki 躑躅ヶ崎館 | Prefettura di Yamanashi | Kōfu      | 1519                  | Takeda Nobutora        |      |
| Castello di Kōfu 甲府城               | Prefettura di Yamanashi | Kōfu      | 1583                  | Tokugawa Ieyasu        |      |
| Castello di Matsushiro 松代城         | Prefettura di Nagano    | Nagano    | 1560                  | Takeda Shingen         |      |
| Castello di Ueda 上田城               | Prefettura di Nagano    | Ueda      | 1583                  | Sanada Masayuki        |      |
| Castello di Komoro 小諸城             | Prefettura di Nagano    | Komoro    | 1554                  | Takeda Shingen         |      |
| Castello di Matsumoto 松本城          | Prefettura di Nagano    | Matsumoto | 1504                  | Shimadachi Sadanaga    |      |
| Castello di Takatō 高遠城             | Prefettura di Nagano    | Ina       | ?                     | ?                      |      |
| Castello di Shibata 新発田城          | Prefettura di Niigata   | Shibata   | 1654?                 | clan Shibata?          |      |
| Castello di Kasugayama 春日山城       | Prefettura di Niigata   | Jōetsu    | Periodo Nanboku-chō   | clan Nagao clan Uesugi |      |

### Regione di Hokuriku
| Nome                            | Prefettura             | Città    | Anno di completamento | Costruttore          | Foto |
| ------------------------------- | ---------------------- | -------- | --------------------- | -------------------- | ---- |
| Castello di Takaoka 高岡城      | Prefettura di Toyama   | Takaoka  | 1609                  | Maeda Toshinaga      |      |
| Castello di Nanao 七尾城        | Prefettura di Ishikawa | Nanao    | 1429                  | Hatakeyama Mitsunori |      |
| Castello di Kanazawa 金沢城     | Prefettura di Ishikawa | Kanazawa | 1580                  | Sakuma Morimasa      |      |
| Castello di Maruoka 丸岡城      | Prefettura di Fukui    | Sakai    | 1576                  | Shibata Katsutoyo    |      |
| Castello di Ōno 大野城          | Prefettura di Fukui    | Ōnojō    | 665                   | ?                    |      |
| Castello di Ichijōdani 一乗谷城 | Prefettura di Fukui    | Fukui    | Periodo Nanboku-chō   | clan Asakura         |      |

### Regione di Tōkai
| Nome                            | Prefettura             | Città     | Anno di completamento | Costruttore       | Foto |
| ------------------------------- | ---------------------- | --------- | --------------------- | ----------------- | ---- |
| Castello di Iwamura 岩村城      | Prefettura di Gifu     | Ena       | 1221                  | Tōyama Kagetomo   |      |
| Castello di Gifu 岐阜城         | Prefettura di Gifu     | Gifu      | 1201                  | Nikaidō Yukimasa  |      |
| Castello di Yamanaka 山中城     | Prefettura di Shizuoka | Mishima   | 1570                  | Hōjō Ujiyasu      |      |
| Castello di Sunpu 駿府城        | Prefettura di Shizuoka | Shizuoka  | 1585                  | Tokugawa Ieyasu   |      |
| Castello di Kakegawa 掛川城     | Prefettura di Shizuoka | Kakegawa  | 1487                  | Asahina Yasuhiro  |      |
| Castello di Inuyama 犬山城      | Prefettura di Aichi    | Inuyama   | 1469                  | Oda Hirochika     |      |
| Castello di Nagoya 名古屋城     | Prefettura di Aichi    | Nagoya    | 1609                  | Tokugawa Ieyasu   |      |
| Castello di Okazaki 岡崎城      | Prefettura di Aichi    | Okazaki   | 1452?                 | clan Saigō        |      |
| Castello di Nagashino 長篠城    | Prefettura di Aichi    | Shinshiro | 1508                  | Suganuma Motonari |      |
| Castello di Iga Ueno 伊賀上野城 | Prefettura di Mie      | Iga       | 1585                  | Tsutsui Sadatsugu |      |
| Castello di Matsusaka 松阪城    | Prefettura di Mie      | Matsusaka | 1588                  | Gamō Ujisato      |      |

### Regione del Kansai
| Nome                          | Prefettura             | Città          | Anno di completamento | Costruttore        | Foto |
| ----------------------------- | ---------------------- | -------------- | --------------------- | ------------------ | ---- |
| Castello di Odani 小谷城      | Prefettura di Shiga    | Kōhoku         | 1516                  | Azai Sukemasa      |      |
| Castello di Hikone 彦根城     | Prefettura di Shiga    | Hikone         | 1622                  | Ii Naokatsu        |      |
| Castello di Azuchi 安土城     | Prefettura di Shiga    | Ōmihachiman    | 1576                  | Oda Nobunaga       |      |
| Castello di Kannonji 観音寺城 | Prefettura di Shiga    | Ōmihachiman    | 1487                  | Rokkaku Ujiyori    |      |
| Castello di Nijō 二条城       | Prefettura di Kyoto    | Kyoto          | 1603                  | Tokugawa Ieyasu    |      |
| Castello di Osaka 大坂城      | Prefettura di Osaka    | Osaka          | 1583                  | Toyotomi Hideyoshi |      |
| Castello di Chihaya 千早城    | Prefettura di Osaka    | Chihayaakasaka | 1332                  | Kusunoki Masashige |      |
| Castello di Takeda 竹田城     | Prefettura di Hyōgo    | Asago          | 1431                  | Yamana Sōzen       |      |
| Castello di Sasayama 篠山城   | Prefettura di Hyōgo    | Sasayama       | 1609                  | Tokugawa Ieyasu    |      |
| Castello di Akashi 明石城     | Prefettura di Hyōgo    | Akashi         | 1618                  | Ogasawara Tadazane |      |
| Castello di Himeji 姫路城     | Prefettura di Hyōgo    | Himeji         | 1346                  | Akamatsu Sadanori  |      |
| Castello di Akō 赤穂城        | Prefettura di Hyōgo    | Akō            | 1483                  | Oka Mitsuhiro      |      |
| Castello di Takatori 高取城   | Prefettura di Nara     | Takatori       | 1332                  | Ochi Kunizumi      |      |
| Castello di Wakayama 和歌山城 | Prefettura di Wakayama | Wakayama       | 1586                  | Toyotomi Hidenaga  |      |

### Regione di Chūgoku
| Nome                                      | Prefettura              | Città     | Anno di completamento | Costruttore        | Foto |
| ----------------------------------------- | ----------------------- | --------- | --------------------- | ------------------ | ---- |
| Castello di Tottori 鳥取城                | Prefettura di Tottori   | Tottori   | 1555                  | clan Yamana        |      |
| Castello di Matsue 松江城                 | Prefettura di Shimane   | Matsue    | 1611                  | Horio Tadauji      |      |
| Castello di Gassantoda 月山富田城         | Prefettura di Shimane   | Yasugi    | 1185?                 | Sasaki Yoshikiyo?  |      |
| Castello di Tsuwano 津和野城              | Prefettura di Shimane   | Tsuwano   | 1295                  | Yoshimi Yoriyuki   |      |
| Castello di Tsuyama 津山城                | Prefettura di Okayama   | Tsuyama   | 1444                  | Yamashina Tadamasa |      |
| Castello di Matsuyama (Bitchū) 備中松山城 | Prefettura di Okayama   | Takahashi | 1240                  | Akiba Shigenobu    |      |
| Castello di Ki 鬼ノ城                     | Prefettura di Okayama   | Sōja      | VII° secolo?          | corte Yamato?      |      |
| Castello di Okayama 岡山城                | Prefettura di Okayama   | Okayama   | 1369                  | Uwagami Takanao    |      |
| Castello di Fukuyama 福山城               | Prefettura di Hiroshima | Fukuyama  | 1622                  | Mizuno Katsunari   |      |
| Castello di Yoshida-Kōriyama 吉田郡山城   | Prefettura di Hiroshima | Akitakata | 1336                  | Mōri Tokichika     |      |
| Castello di Hiroshima 広島城              | Prefettura di Hiroshima | Hiroshima | 1589                  | Mōri Terumoto      |      |
| Castello di Iwakuni 岩国城                | Prefettura di Yamaguchi | Iwakuni   | 1601                  | Kikkawa Hiroie     |      |
| Castello di Hagi 萩城                     | Prefettura di Yamaguchi | Hagi      | 1604                  | Mōri Terumoto      |      |

### Regione di Shikoku
| Nome                         | Prefettura              | Città     | Anno di completamento | Costruttore         | Foto |
| ---------------------------- | ----------------------- | --------- | --------------------- | ------------------- | ---- |
| Castello di Tokushima 徳島城 | Prefettura di Tokushima | Tokushima | 1585                  | Hachisuka Iemasa    |      |
| Takamatsu 高松城             | Prefettura di Kagawa    | Takamatsu | 1590                  | Ikoma Chikamasa     |      |
| Castello di Marugame 丸亀城  | Prefettura di Kagawa    | Marugame  | Periodo Muromachi     | Nara Motoyasu       |      |
| Castello di Imabari 今治城   | Prefettura di Ehime     | Imabari   | 1602                  | Tōdō Takatora       |      |
| Matsuyama 松山城             | Prefettura di Ehime     | Matsuyama | 1602                  | Katō Yoshiaki       |      |
| Castello di Yuzuki 湯築城    | Prefettura di Ehime     | Matsuyama | XIV° secolo           | clan Kōno           |      |
| Castello di Ōzu 大洲城       | Prefettura di Ehime     | Ōzu       | 1331                  | Utsunomiya Toyofusa |      |
| Castello di Uwajima 宇和島城 | Prefettura di Ehime     | Uwajima   | 1586                  | Tachibana no Tōyasu |      |
| Castello di Kōchi 高知城     | Prefettura di Kōchi     | Kōchi     | 1603                  | Yamauchi Kazutoyo   |      |

### Regione del Kyūshū
| Nome                                 | Prefettura              | Città               | Anno di completamento | Costruttore         | Foto |
| ------------------------------------ | ----------------------- | ------------------- | --------------------- | ------------------- | ---- |
| Castello di Fukuoka 福岡城           | Prefettura di Fukuoka   | Fukuoka             | 1601                  | Kuroda Nagamasa     |      |
| Castello di Mizuki 水城              | Prefettura di Fukuoka   | Fukuoka             | 664                   | ?                   |      |
| Nagoya 名護屋城                      | Prefettura di Saga      | Karatsu             | 1591                  | Toyotomi Hideyoshi  |      |
| Castello di Yoshinogari 吉野ヶ里遺跡 | Prefettura di Saga      | Yoshinogari Kanzaki | Periodo Yayoi         | ?                   |      |
| Castello di Saga 佐賀城              | Prefettura di Saga      | Saga                | 1602                  | clan Nabeshima      |      |
| Castello di Hirado 平戸城            | Prefettura di Nagasaki  | Hirado              | 1599                  | Matsura Shigenobu   |      |
| Castello di Shimabara 島原城         | Prefettura di Nagasaki  | Shimabara           | 1624                  | Matsukura Shigemasa |      |
| Castello di Kumamoto 熊本城          | Prefettura di Kumamoto  | Kumamoto            | 1467                  | Ideta Hidenobu      |      |
| Castello di Hitoyoshi 人吉城         | Prefettura di Kumamoto  | Hitoyoshi           | Era Genkyū            | Sagara Nagayori     |      |
| Castello di Funai 府内城             | Prefettura di Ōita      | Ōita                | 1597                  | Fukuhara Nagataka   |      |
| Castello di Oka 岡城 (豊後国)        | Prefettura di Ōita      | Taketa              | 1185                  | Ogata Koreyoshi     |      |
| Castello di Obi 飫肥城               | Prefettura di Miyazaki  | Nichinan            | Periodo Sengoku       | clan Tsuchimochi    |      |
| Castello di Kagoshima 鹿児島城       | Prefettura di Kagoshima | Kagoshima           | 1602                  | Shimazu Iehisa      |      |

### Regione di Okinawa
| Nome                          | Prefettura            | Città          | Anno di completamento | Costruttore   | Foto |
| ----------------------------- | --------------------- | -------------- | --------------------- | ------------- | ---- |
| Castello di Nakijin 今帰仁城  | Prefettura di Okinawa | Nakijin        | XIII° secolo?         | Haniji?       |      |
| Castello di Nakagusuku 中城城 | Prefettura di Okinawa | Kitanakagusuku | 1440                  | Gosamaru      |      |
| Castello di Shuri 首里城      | Prefettura di Okinawa | Naha           | XIV° secolo?          | Re del Chūzan |      |